# 索萊達德 (帕拉伊巴州)
索莱达迪是巴西帕拉伊巴州的一个市镇。总面积560.062平方公里，总人口12716人，人口密度22.7人/平方公里。